# Jazykový zákon z roku 1615
15. června 1615 byly českými stavy na generálním sněmu přijaty artikuly O zachování starožitného jazyka českého a vzdělání jeho, které se někdy označují pojmem jazykový zákon. Hlasovali pro něj přitom i němečtí členové češtinu neovládající. Nikdy nebyl za dobu své platnosti (1615–1627) uveden v praxi, nicméně se na něj odvolávala větší část obran českého jazyka 17. a 18. století, byl zapracován i do předmluvy k prvnímu číslu Hlasatele českého (ed. Jan Nejedlý, 1806) a stal se součástí programu národního obrození.
Základní body artikulů byly:
1. každý nový osídlenec musel dát své děti učit česky;
2. osoba znalá češtiny měla přednostní dědické právo na nemovitosti;
3. u soudů byla určena jako jednací řeč čeština;
4. kdo se úmyslně vyhýbal češtině, měl být vyhoštěn ze země;
5. bez znalosti češtiny nemohl šlechtic dostat tzv. inkolát (právo obyvatelské).

## Znění:
O zachování starožitného jazyka českého a vzdělání jeho.
Artikulové sněmu království českého, Praha 1615, s. ccxxxv–ccxlii (fol. Ffiii.r – Ggii.v)
¶ A jakož jsou sobě stavové ku paměti přivedli, kterak vzáctní předkové jich, snaživše se jazyk a národ svůj český vzdělati, rozmnožiti a zachovati, a soudíce to, že s zahynutím jazyka českého i národ český i jméno Čechův by zahynouti muselo (bezpochyby příkladem národův těch, kteří chtíce sobě způsobiti u národův cizích slavné jméno, netoliko v zemích svých jazyk svůj přirozený sobě zostřovati hleděli, ale i od sousedův svých, s nimiž v přátelství a nějaké smlouvy vcházeli, toho mezi jiným obzvláště, aby jazykem jejich se učili a v zemích svých užívali, žádali) to za právo nařídili, aby před soudy v tomto království jinak mluveno a pře vedeny nebyly než jazykem českým. Což pak při předcích našich, kteří jsou tak na vlast svou, jakožto praví její synové, laskaví, a vzdělání národu a jazyka svého žádostiví byli, vysoce chvály hodné a potřebné jest. Tak naproti tomu při mnohých nynějších obyvatelích království tohoto, potomcích jejich, nemůže se než tupiti, že šlépějí předkův svých nenásledují, více se na uvedení sem do tohoto království, vlasti naší milé, všelijakých cizích jazykův a národů vydávají. Čemuž kdyby jednou časně v cestu vkročeno nebylo, nemohlo by naposledy to než s velikou záhubou i utištěním národu našeho českého býti, neb na oko se spatřuje, že vždy více a více sem do země cizozemců přibývá, kteříž se zde osazují, své živnosti, obchody a handle vedou, velikých statkův docházejí, na ouřady všelijaké, obzvláště pak v městech a městečkách do rady mnozí (neumějíc tří slov českých, stranám své věci přednášejícím nerozumějící a práva tohoto království povědomi nejsoucí) dosazeni bejvají. Ano i v mnohých místech radních mluví jazyky cizími (což patrně čelí proti Zřízení zemskému B 32, kdežto obmezeno, aby všickni před soudem českým zemským jazykem své pře vedli, také proti tomu výš připomenutému předkův našich jistému nařízení) se mluví a pře vedou. Ano i na nejedněch kolaturách stavův království tohoto, k kterýmž však lidé poddaní osadní, větším dílem mimo jazyka českého žádného jiného neumějící, náležejí, kněží cizozemci jazyka českého neužívající se dosazují a chovají. Ješto, tomu na odpor, se neslyší, aby Čechové odsud z země jinam se táhnouti, osazovati kdekoliv u cizích národův podobného pohodlí anebo jakého takového fedruňku užili a kde v které cizí zemi jazykem českým, buď při právích a před soudy mluviti, aneb v kostelích slovo Boží kázati měli. Odkudž zřejmě jest, že Čechův ubývati a cizozemcův do Království českého zhusta přibývati musí.
A protož na tom J. M. C. a a stavy jednomyslně se snésti ráčil, předně, aby všickni ti, kteří z cizích zemí do království tohoto buďto za obyvatele do země, anebo do měst za měšťany přijati jsou, děti své ihned z mladosti jazyku českému povinni byli učiti dáti, tak aby jsouce zde rodilí a zrostlí, toho, že Čechové jsou (poněvadž jeden národ od druhého ničím tam jako jazykem rozeznán býti nemůže) skutkem dokazovali.
¶ A aby děti cizozemcův vnově posavad do země přijatých větší příčinu k učení jazyka českého měli, protož aby dědici obojího pohlaví vyšších i nižších stavův, kteříž by jazykem českým dobře mluviti uměli, pro smrti rodičův svých napřed před jinými v statcích pozemských dvojnásobně dědili, a tak jim raději statky pozemské zůstávaly; jiní pak, a kteří by česky neuměli, tehdy ti a takoví aby na penězích nebo jináč díly své přijíti a na tom přestati povinni byli.
Na potomní však a budoucí časy od zavření tohoto generálního sněmu, aby žádný cizozemec, kterýž by jazyka českého neuměl a potřeby své v témž jazyku srozumitedlně přednésti nemohl, do země za obyvatele ani do měst za měštěnína žádným způsobem přijímán nebyl; nýbrž aby každý ten, kdož by toho, aby to království tohoto přijat byl, žádati chtěl, nejprve se jazyku českému naučiti povinen byl. A když by se naučil, tu teprve aby mu se toho dostati mohlo, a prve nic. Však s touto přitom znamenitou vejminkou: aby žádný takový vnově do země přijatý cizozemec ani děti jeho do třetího kolene na žádné ouřady buď zemské neb městské, ani také do žádných soudův dosazováni nebyli. A to jak proto, že cizozemcům tak rychle všech zvyklostí a obyčejův zemí svých, v nichž zrozeni jsou, odvyknouti, a právům království tohoto, podle nichž samých obyvatelé země české souzeni býti mají, tak naspěch rozuměti a se naučiti možné není – aby snad jsouce v nějakých povinnostech potřebováni tudy nětco neobyčejného a škodného do této země proti dobrým starobylým pořádkům nevtrušovali. Tak i proto, aby starožitní Čechové, jakožto praví, vlastní a přirození vlasti této naší milé synové, před týmiž vnově do země přijatými cizozemci jako nějakými pastorky jejími větší odměny za věrné a platné služby králům českým a království tomuto činěné užíti mohli. A i jiní vidoucí při dětech odměnu zasloužilosti otců a nadějíc se téhož i při synech svých, tudy jako ponouknuti byli tím ochotněji v potřebách obecných se potřebovati dáti a žádné práce a snažnosti k vzdělání obecného dobrého sobě nelenovali.
Nicméně jak při sněmích, též při soudech vyšších na hradě pražském, tak ve všech městech a městečkách J. M. C. jakžto krále českého a její milosti císařové jakožto králové české, též panských, rytířských, městských a duchovních, při právích nemá jinak mluveno, pře vedeny, slyšány, příčiny přijímány a souzeny býti, než to vše jazykem českým. Tolikéž v těch farách, kostelích anebo školách, v kterých jest hned před lety desíti slovo Boží jazykem českým kázáno bývalo a dítky témuž jazyku českému se vyučovali, aby to nyní ještě budoucně v tom předešlém dobrém způsobu zůstávalo, a jiné cizého jazyku správcové školení, kněží a kazatelové, kteříž by česky neuměli, tam uvozováni a dosazováni nebyli. Vnově však vystavené kostely a školy v to nepotahuje.
A jestliže by kde od těch nahořejmenovaných desíti let tak vnově na takové fary nebo školy Němci dosazeni byli a cizím jazykem mluvili neb kázali, tehdy aby takoví všichni do nejprv přístího sv. Jiří odtad vybyli a na místě takových kněží, kde pod jednou, tu od pana arcibiksupa, a kde pod obojí, tu od pana administrátora a konsistoře pražské, i také správcové školní Čechové dosazeni byli. Pakli by se toho od kterýchkoliv kolátorův do toho času nestalo, tehdy aby jeden každý z nich pokuty patnácte set kop grošův českých propadl, na ten způsob: jeden díl tomu, kterýž by to vyhledal, druhý k zemi a třetí do špitála. Z kterýchžto patnácti set kop grošův českých, ten, kdož by to vyhledal, do soudu komorního Království českého vznésti má. A týž soud komorní žádných hojemství straně pohnané dávati nemá, nýbrž má ihned, jakž by na ten půhon přišlo, strany vyslyšeti a spravedlivou vejpovědí poděliti. Též mezi stranami škody vyzdvihovány býti nemají.
¶ A jakož jistá zpráva se činí, že by některé osoby z stavův i také lidu obecného mezi sebou se zavázali, aby při shledání jich společném žádný jazykem českým nemluvili, což na veliké zlehčení a potupu jazyka našeho českého se vztahuje.
Protož jsou se o to tak snesli, kdož by koliv ten a takový byl, jsa obyvatel tohoto království, že by jazykem českým (umějíc jej) mluviti nechtěl a jiné též od mluvení českého odvozoval, aby v zemi trpín nebyl, nýbrž v půl létě pořád zběhlém ven z země se vystěhovati povinen byl. A pokudž by toho neučinil, tehdy aby jako rušitel obecného dobrého dále žádných práv a svobod království tohoto užívati nemohl.
¶ A poněvadž se to také vyhledalo a našlo, že v některých místech zde v Království českém, zvláště v městech pražských, německého národu lidé obcí německou se jmenují, ješto v Království tomto českém o žádné jiné obci mimo obec českou se neví, a jak od J. M. C., tak ani od jichmilosti slavné a svaté paměti předkův J. M. C. jakožto králův českých nikdá vysazená a dopuštěná nebyla a není, ani v Zřízení zemském a Právích Království českého žádné zmínky o obci německé se nenachází. Protož na tom jsou se všickni tři stavové snesli, aby toho na budoucí časy nikoli nebývalo a nějaká obec nová v království tomto zvláštní německá se nejmenovala. Kdo by se pak přes to jich stavův snešení toho dopustil a jinou obec mimo českou jmenoval a uznával, ten každý aby pokutu vejš položenou podniknouti povinen byl.